# Aleksander Paluszek
Aleksander Paluszek (ur. 9 kwietnia 2001 we Wrocławiu) – polski piłkarz występujący na pozycji obrońcy w ekstraklasowym klubie GKS Katowice. 